# Paco Jémez
Pour les articles homonymes, voir Paco.
Francisco Jémez Martín, surnommé Paco (né le 18 avril 1970 à Las Palmas de Gran Canaria), est un joueur puis entraîneur espagnol de football qui occupait le poste de défenseur central.

## Biographie

### En club
Paco Jémez évolue successivement dans les clubs du Córdoba CF, du Real Murcie, du Rayo Vallecano, du Deportivo La Corogne, du Real Saragosse, à nouveau le Rayo Vallecano et enfin au CD Lugo jusqu'à sa retraite en 2006.
Durant sa carrière de club, Jémez gagne la Coupe d'Espagne à deux reprises en 1995, avec La Corogne, puis en 2001 avec le Real Saragosse. Il s'impose également en Supercoupe d'Espagne en 1995.

### En sélection
La première sélection en équipe nationale de Paco Jémez a lieu le 23 septembre 1998 contre la Russie. Il joue 21 fois pour La Roja. 
Il fait partie de la sélection pour l'Euro 2000. Lors de cet Euro, Jémez dispute trois matchs dont le quart-de-finale perdu par la Roja contre la France où il est titulaire en défense centrale. 
En avril 2001, il dispute son dernier match en sélection contre le Japon.

### Carrière d'entraîneur
Au terme de sa carrière de joueur, Paco Jémez devient entraîneur. Il prend en charge le RSD Alcalá en 2007. Après une année au Córdoba CF, il dirige ensuite le FC Cartagena en 2009, l'UD Las Palmas en 2010-2011, à nouveau le Córdoba CF en 2011-2012. 
En 2012-2013, il prend en charge le Rayo Vallecano. Pour sa première saison, le club termine en huitième position. En 2013-2014, le style de jeu qu'il promeut est reconnu comme étant offensif. Après une saison difficile, le Rayo parvient à se maintenir en première division.
Le 1er décembre 2015, Jémez annonce qu'il pourrait quitter le Rayo Vallecano en fin de saison notamment en raison de l'absence de soutien provenant d'une section de supporters du club. En mai 2016, le Rayo est relégué en deuxième division. Jémez quitte le club et rejoint Grenade CF (D1) où il succède à José González. Il est limogé le 28 septembre 2016 en raison des mauvais résultats.
Après une année avec le club mexicain de Cruz Azul FC, il revient en Espagne le 21 décembre 2017 pour entraîner l'UD Las Palmas, lanterne rouge du championnat après 17 journées.
Le 19 mars 2019, il redevient entraîneur du Rayo Vallecano qui occupe une place de relégable en Liga.

## Palmarès

### Joueur
- Deportivo La Corogne :
  - Vainqueur de la Coupe d'Espagne : 1995
  - Vainqueur de la Supercoupe d'Espagne : 1995

- Real Saragosse :
  - Vainqueur de la Coupe d'Espagne : 2001

### Entraîneur
- RSD Alcalá :
  - Vainqueur de la Tercera división (D4) : 2007